# Zilla Huma Usman
Zilla Huma Usman (også Zil-e-Huma Usman) (16. september 1971 – 20. februar 2007) var en Pakistansk politiker og kvindesagsforkæmper.
Zilla Usman vakte noget opsigt da hun i april 2005 havde støttet afholdelsen af et mini-marathon med kvindelige deltager. Marathonet havde provokeret islamiske aktivister til voldlige optøjer.
Zilla Usman blev skudt og dræbt af en islamisk ekstremist da hun den 20. februar 2007 skulle til at tale for en forsamling i Gujranwala, en by i provinsen af samme navn liggende omkring 320 kilometer sydøst for Islamabad. Morderen Mohammed Sarwar (i nogle rapporter kaldet Ghulam Sarwar) mente ikke Zilla Usman levede op til de islamiske foreskrifter om at dække sig til, desuden mente han ikke at kvinder skulle være involveret i politik. Mohammed Sarwar, der før havde været under mistanke for mordet på tolv prostituerede, blev dømt til døden den 20. marts. Zilla Usman der var blevet ramt i hovedet blev fløjet til et hospital i Lahore, med døde kort efter.
Zilla Usman efterlod sig en mand og to børn.